# Phronia aviculata
Phronia aviculata är en tvåvingeart som beskrevs av Lundstrom 1914. Phronia aviculata ingår i släktet Phronia och familjen svampmyggor. Arten är reproducerande i Sverige. Inga underarter finns listade i Catalogue of Life.